# قاسم مشایخی
قاسم مشایخی سیاستمدار ایرانی بود که در  دوره بیست و سوم به‌عنوان نمایندهٔ ری در مجلس شورای ملی حضور داشت.